# مرکز علوم درمانی دانشگاه اکلاهما
مرکز علوم درمانی دانشگاه اکلاهما (به انگلیسی: University of Oklahoma Health Sciences Center)، اختصاراً OUHSC، یک دانشگاه تخصصی و خدماتی/تحقیقاتی در علوم پزشکی و پیراپزشکی است.
این دانشگاه بزرگترین دانشگاه علوم پزشکی ایالت، و وابسته به دانشگاه اکلاهما است.
بودجه سالیانه این دانشگاه ۴۰۰ میلیون دلار است.

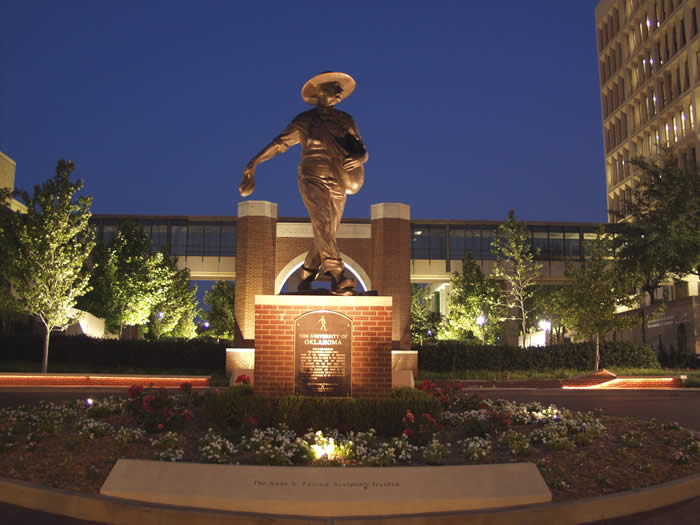